# Mladen Veža
Mladen Veža (Brist, 7. veljače 1916. – Zagreb, 18. veljače 2010.), hrvatski slikar, grafičar i ilustrator.

## Životopis
S nepunih trinaest godina dolazi u Zagreb. Diplomirao je 1937. na Umjetničkoj akademiji u Zagrebu (današnjoj Akademiji likovnih umjetnosti) pod vodstvom Vladimira Becića. Iste godine prvi put izlaže u Salonu Urlich sa suizlagačem Slavkom Kopačem.
Povremeno je podučavao na Akademiji primijenjenih umjetnosti do 1981. godine.
Godine 1938. godine sudjelovao je na prvoj izložbi u Domu primijenjenih umjetnosti pod nazivom  Pola stoljeća hrvatske umjetnosti, koju je blagoslovio nadbiskup Alojzije Stepinac i otvorio Vladko Maček.
Također je sudjelovao na  I., II., III. i IV. Izložbi hrvatskih umjetnika NDH  (1941. – 44.). godine. Na izložbama hrvatske umjetnosti u Berlinu, Beču i Bratislavi sudjelovao je s trima slikama. Neposredno nakon rata časni sud Hrvatskog društva likovnih umjetnika (HDLU) u sastavu Đuro Tiljak (predsjednik), Marino Tartaglia i kipar Grga Antunac, isključio ga je na godinu dana iz javnog djelovanja zajedno s Ljubom Babićem (oslobođen na intervenciju Krste Hegedušića). 
Nakon mjesec dana zabrane imenovali su ga voditeljem zagrebačkog Agitpropa.
Za vrijeme rata politički je neaktivan, službovao je u gimnazijama u Zagrebu i Karlovcu, slikao rodni kraj i savske krajolike, portretirao, ilustrirao knjigu Danijela Crljena Naš Poglavnik. Imao je četiri brata i svi su bili u partizanima. Oženjen je s Mirjanom Vežom, povjesničarkom umjetnosti i enciklopedisticom.
Mladen Veža je također izlagao i u Zagrebu, Beogradu, Sisaku, Mariboru, Splitu, rodnom Bristu, Sarajevu, Osijeku i Bejrutu.
Veža je primio mnoge nagrade i priznanja uključujući i Nagradu Vladimir Nazor za životno djelo 1993. godine.
Preminuo je 18. veljače 2010. u Zagrebu.

## Vanjske poveznice
- Mladen Veža - doajen pejzaža i erotike Arhivirana inačica izvorne stranice od 24. ožujka 2012. (Wayback Machine)
- Tportal.hr – Preminuo slikar Mladen Veža
- Jutarnji.hr – Patricia Kiš Terbovc: »Slikar Mladen Veža: Bolna sjećanja na djetinjstvo u kapsulama svjetlosti i boje«